# Nezza
Nezza (* 13. Januar 1993 als Vanessa Hernández) ist eine US-amerikanische Tänzerin und Sängerin, die in sozialen Medien bekannt wurde. 2025 wurde sie national bekannt, als sie die amerikanische Nationalhymne vor einem Spiel in der Major League Baseball auf Spanisch sang.

## Leben
Sie wurde als Tochter von Einwanderern aus der Dominikanischen Republik und Kolumbien unter dem Namen Vanessa Hernández geboren. Hernández gehört zur Gruppe der Afro-Latinos. Sie wuchs in der Bay Area auf, wo sie die High School in Santa Clara abschloss. Sie zog danach nach Los Angeles, um einer Musikerkarriere zu folgen.

## Unterhaltungskarriere
Sie begann 2009 einen eigenen Youtube-Kanal, der bis 2025 400.000 Abonnenten sammeln konnte. Sie arbeitete in Los Angeles zunächst als Tänzerin für Künstler wie Selena Gomez, Zendaya, und Lady Gaga und war auch als Backgroundsängerin für Ariana Grande oder Adele tätig. Im Mai 2018 wurde sie zusammen mit zwei weiteren Influencerinnen in das von Univision in Zusammenarbeit mit dem Produktionsunternehmen UnIstd  gestartete Nachwuchsförderprogramm UCN Music Residency aufgenommen. Das zur Erschließung des wachsenden Marktes der Latin Music gestartete Programm umfasste mehrmonatliches Training in Komposition, Liedtexten, Gesang und Tanz.
Ab 2018 begann sie als Musikerin eigenständig aufzutreten. In ihrer bilingualen Musik greift sie Elemente von R&B, Reggaeton und Popmusik auf. Im Juni 2018 veröffentlicht sie den Song Temporary und im Februar 2019 das Lied Strangers Gemeinsam mit LateNightJiggy veröffentlicht Nezza 2021 Tenerte De Nuevo. Im Jahr 2022 kam sie mit Thirteen und Poison bei Virgin und UnIstd Music heraus.
Im Oktober 2021 veröffentlicht Nezza die EP Club Solita. Diese EP im Stile des Latin Pop umfasste sechs Lieder mit einer Gesamtspieldauer von knapp 15 Minuten, einschließlich Corazon Frio als zweites Stück. Im August des Jahres wurde die Single SOLA aus der EP ausgekoppelt. Die Promotion der bei Virgin Music US Latin erschienenen EP wurde 2022 durch die Club Solita Live Tour in Los Angeles und New York City ergänzt. Am 6. Juni 2025 veröffentlicht sie bei dem Label Plush die Single Classy als Promotion für ihr geplantes Album. Ihr zunächst erfolgreichstes auf Spotify gestreamtes Lied wurde das spanischsprachige Corazon Frio.

## Nationalhymnendebatte
Vor dem Baseballspiel der Los Angeles Dodgers gegen die San Francisco Giants im Dodger Stadium am 14. Juni 2025 sang sie The Star-Spangled Banner, die Nationalhymne der Vereinigten Staaten, nicht in Englisch, sondern in der spanischen Version El Pendon Estrellado. Diese Übersetzung wurde 1945 von Clotilde Arias im offiziellen Auftrag des US-Außenministeriums während der Präsidentschaft von Franklin D. Roosevelt angefertigt.  Nachdem sie das Lied vor 51.548 Zuschauern in einem Trikot, das die Flagge der Dominikanischen Republik zeigte, gesungen hatte, veröffentlicht sie auf TikTok ein Video, in dem ein Angestellter der Dodgers ihr erklärt hatte, dass die Nationalhymne in Englisch gesungen werden müsse. Das Video auf TikTok war bis zum nächsten Tag bereits viermillionenmal gesehen worden. Sie erhielt nach ihrem Auftritt einerseits Unterstützung von Prominenten wie Jason Mraz, Kehlani, Chiquis, Ava DuVernay, The Kid Mero und Becky G, andererseits aber
auch Morddrohungen. Sie sang El Pendon Estrellado während zeitgleich die „No Kings“-Proteste stattfanden und seit Wochen umstrittene Razzien im Los Angeles County gegen Einwanderer durchgeführt wurden.
Zwar hatte sich etwa der Spieler Enrique Hernández kritisch zu Maßnahmen zur Massenabschiebung in Los Angeles geäußert, die Dodgers selbst hatten bis zum Auftritt von Nezza trotz einem erheblichen Anteil von Latinos unter ihren Fans von jedweder Äußerung abgesehen. Der Sportverein war hierfür unter anderem in der Los Angeles Times durch den Kolumnisten Dyan Hernández unter Bezugnahme darauf, dass über 40 Prozent der Fans Latinos seien, kritisierte worden. Kurz nach ihrem Auftritt teilten die Dodgers am 20. Juni 2025 mit, dass sie Beamten der Einwanderungsbehörde während eines Spiels gegen die San Diego Padres den Zugang zum Stadiongelände verweigert hätten.